# 短絲黃鯽
短絲黃鯽（学名：Setipinna brevifilis）為輻鰭魚綱鲱形目鳀科的其中一種，分布於亞洲印度的恆河流域，體長可達26公分，棲息在溪流，會進行洄游，可作為食用魚。

## 擴展閱讀
維基物種上的相關：短絲黃鯽